# Wadi Radd
Wadi Radd este un curs de apă, afluent al râului Khabur în Siria. Orașul Halaba se află pe malul său.